# Peter Temple-Morris
Peter Temple-Morris, baron Temple-Morris (12 février 1938 - 1er mai 2018) est un homme politique britannique. Il est élu député conservateur de Leominster en 1974 et ne se représente pas en 2001 après avoir changé de parti. Il siège à la Chambre des lords en tant que pair travailliste.

## Jeunesse
Né à Cardiff, Temple-Morris fréquente la Llandaff Cathedral School et la Hillstone School (l'école préparatoire du Malvern College) à Malvern, puis au Malvern College. Il étudie au St Catharine's College, Cambridge, où il obtient un BA en droit en 1958. Il est devenu avocat, comme son père, à partir de 1962 à l'Inner Temple, pratiquant jusqu'en 1989. Sa maison familiale est à Cardiff, car son père, Owen Temple-Morris, a été député de Cardiff East.

## Carrière parlementaire
Temple-Morris est choisi comme candidat conservateur pour Newport (Monmouthshire) en 1964 et 1966 et Norwood en 1970. En février 1974, il est élu pour Leominster, après avoir été choisi pour le siège en mars 1973. La même année, il est nommé vice-président de l'Association parlementaire du Commonwealth (section britannique). En 1979, il est nommé secrétaire parlementaire privé du ministre des Transports, Norman Fowler, membre exécutif de l'Union interparlementaire (Groupe britannique) et co-président fondateur de l'Organe interparlementaire britannique et irlandais. Il est membre des commissions spéciales de l'agriculture (1982-1983) et des affaires étrangères (1987-1990). Temple-Morris est un fervent partisan de Michael Heseltine.

### Changement de parti
Temple-Morris change de parti après avoir été suspendu du Parti conservateur en 1997 pour avoir «remis en question à plusieurs reprises et publiquement son engagement continu envers le Parti conservateur».
La BBC rapporte que cette action du chef conservateur William Hague a été considérée comme une tentative de détourner l'attention des résultats électoraux décevants à Winchester et Beckenham. Quant à Temple-Morris, sa désaffection envers son ancien parti a grandi en raison de leur position ferme sur l'euro.
De 1997 à 1998, Temple-Morris siège aux côtés des travaillistes mais comme un «indépendant d'une nation conservatrice». Cependant, le samedi 20 juin 1998, il rejoint le Parti travailliste, mais ne se représente pas en tant que député aux élections générales de 2001. Il est la seule personne à avoir jamais été député travailliste représentant le Herefordshire, bien qu'il n'ait jamais été élu comme membre de ce parti.

### Chambre des lords
Temple-Morris est nommé pair à vie le 22 juin 2001 avec le titre de baron Temple-Morris, de Llandaff dans le comté de South Glamorgan et de Leominster dans le comté de Herefordshire. Il siège à la Chambre des lords en tant que pair travailliste.
En dehors de la politique, Temple-Morris est président du Macleod Group, une association de députés conservateurs de centre gauche, en 1979. Depuis 1995, il est président de la British-Iranian Business Association Society.
Temple-Morris contribue au livre What next for Labour? Idées pour une nouvelle génération en septembre 2011, sa partie s'intitulant «Labour: Progressive Politics» .

## Vie privée
Le père de Temple-Morris, Owen Temple-Morris, est également député conservateur. Son fils, Eddy Temple-Morris, est DJ, présentateur de Virgin Radio, producteur de disques et ancien présentateur de MTV ,.
Temple-Morris épouse Taheré Khozeimé-Alam (la fille d Amir-Hossein Khozeimé Alam de Dezashib qui a fui à Londres depuis l'Iran en 1979)  en 1964 à Londres. Le couple a deux fils et deux filles .